# 馬克斯·阿倫斯
馬克西米利安·詹姆斯·阿倫斯（英語：Maximillian James Aarons，2000年1月4日—），是一名英格蘭職業足球員，司職右後衛，但也可以扮演左後衛，现時被英超俱樂部伯恩茅斯外借至蘇超球隊格拉斯哥流浪。他是英格蘭U21的隊員，也曾代表英格蘭U19出賽。

## 球會生涯
阿倫斯在盧頓開始他的青年隊生涯，後於2016年轉至诺里奇城學院，他在2018年6月簽署了诺里奇城為期三年的職業合約。
2023年8月10日，阿倫斯以700萬英鎊的身價轉會至伯恩茅斯。8月12日，他在英超聯賽1-1戰平西漢姆聯的比賽中代表俱樂部首次亮相。

## 國家隊生涯
2019年8月30日，阿倫斯首次入選英格兰U-21国家队陣容。
2019年9月6日，阿倫斯在英格蘭U21的第一次比賽是2021年U21歐洲國家盃資格賽，並首發上場，最終英格蘭3-2擊敗土耳其U21國家隊。

## 個人生活
阿倫斯是牙買加裔，他是哈德斯菲尔德球員路蘭度·艾朗斯的堂弟。

## 榮譽

### 球會
诺里奇城
- 英冠冠軍：2018–19、2020–21[7]賽季

### 國家隊
英格蘭U21
- 歐洲U-21足球錦標賽冠軍：2023年[8]

### 個人
- 英冠年度最佳青年球員：2018–19賽季

## 外部連結
- Soccerway資料庫：馬克斯·阿倫斯